# Ninestar
Ninestar Corporation ist ein chinesisches Unternehmen mit Sitz in Zhuhai, das im Jahr 2000 unter der Bezeichnung G&G (Good products & Good printing) von Wei Yan gegründet wurde. Heute steht die Abkürzung G&G für „Good products & Good service“. Das ursprüngliche Ziel des Unternehmens war es, HP Druckkopfpatronen zu befüllen. Heute gehört die Ninestar Corporation zu einer der größten Herstellern von Druckern, Druckerzubehör und bietet Managed Print Services (MPS) an.

## Geschichte

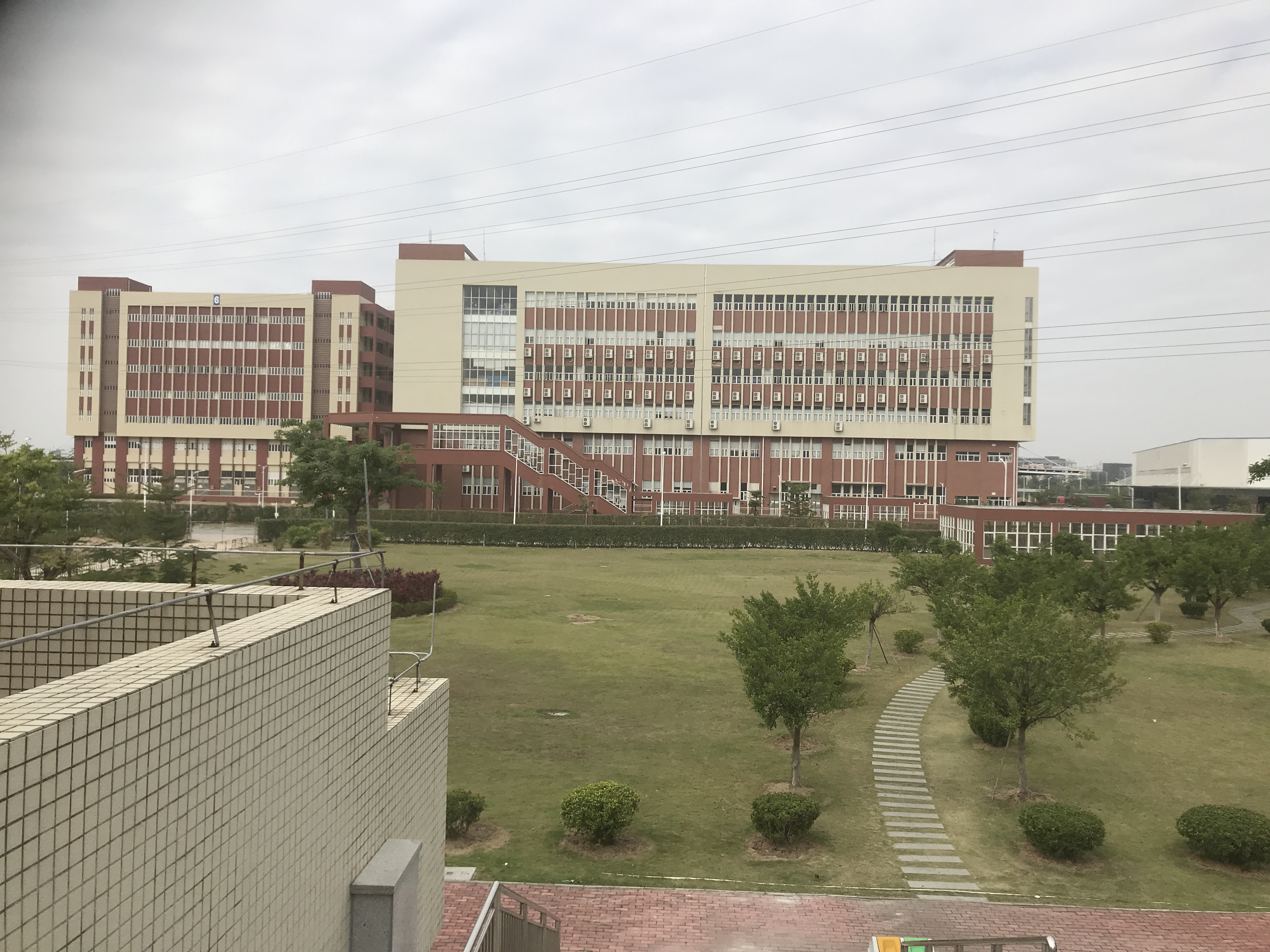
Bürokomplex und der firmeneigene Park der Ninestar Corporation.

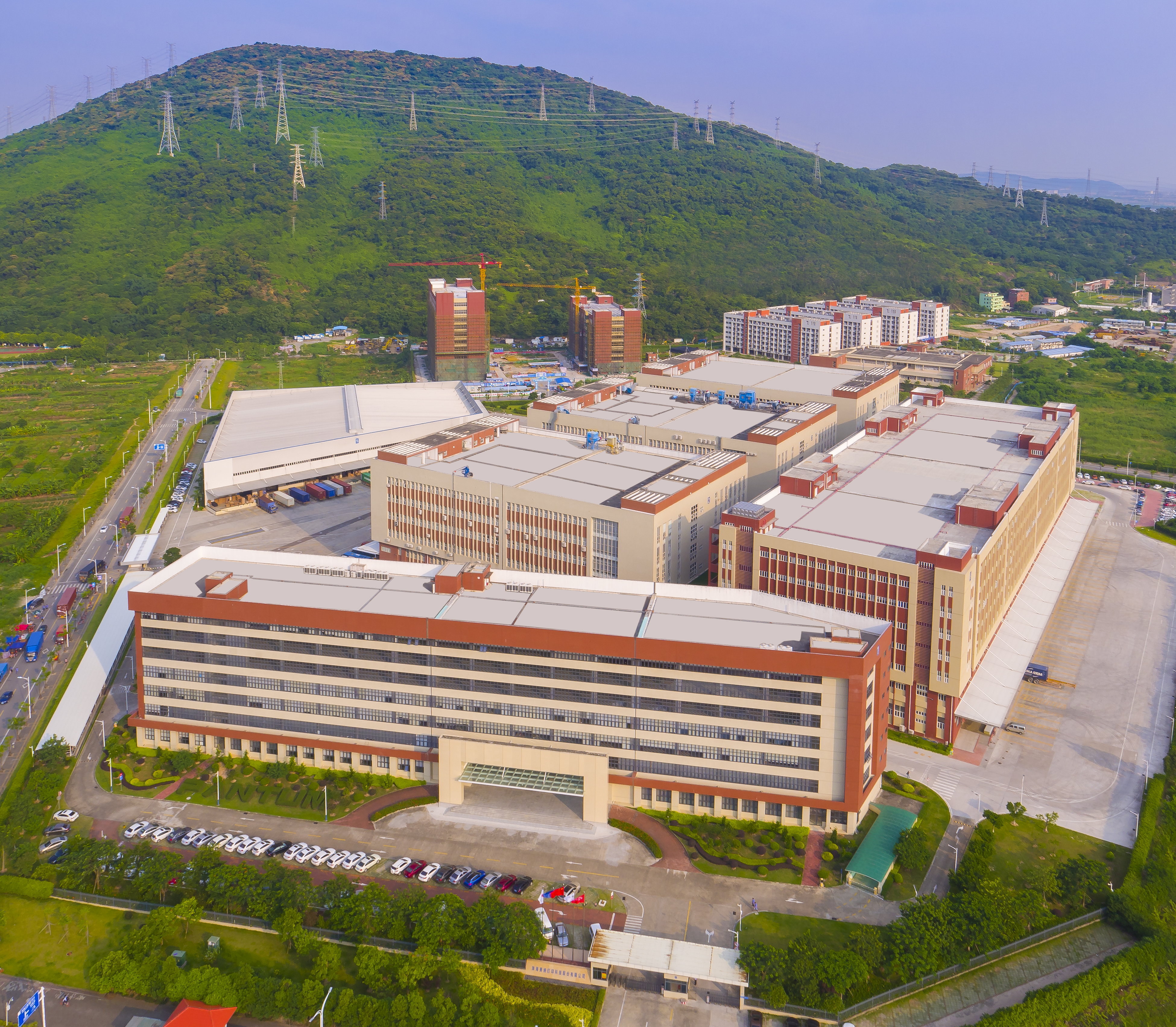
Aufnahme der aktuellen Ninestar Firmenzentrale in Zhuhai (Volksrepublik China)

Gegründet wurde das Unternehmen unter der Bezeichnung G&G im Jahr 2000. 2002 entwickelte G&G die ersten Chips für Druckerpatronen und Tonerkartuschen. Im Jahr 2004 zog G&G in einen neuen Industriepark um. Dieser hatte eine Fläche von 130.000 Quadratmetern. Dort entwickelte man Tonerkartuschen. Der Konzern wurde in „Apex Technology“ umbenannt.
Die Legend Holdings kaufte im Jahr 2004 Anteile der Apex Technology und wurde damit ein strategischer Partner. Es folgte ein erneuter Umzug im Jahr 2013 in einen Industriepark mit einer Fläche von 450.000 Quadratmetern.
APEXMIC übernahm im Jahr 2015 den Hersteller von Tonerchips Static Control. Die größte Übernahme in der Geschichte des Konzerns fand im Jahr 2016 statt: APEXMIC übernahm den US-Druckerhersteller Lexmark. Ninestar kaufte die chinesischen Tintenpatronenhersteller Topjet, Kingway und Inktank und wurde damit zum größten Druckerpatronenhersteller der Welt.
Im Mai 2017 änderte die APEXMIC die Firmenbezeichnung in Ninestar Corporation.

## Produktangebot
Ninestar ist heute der größte Hersteller kompatibler Druckerpatronen der Welt. Das Unternehmen bietet mit seinen Tochterfirmen Lexmark und Pantum auch Laserdrucker an. Die Tochterfirmen Static Control und Apex stellen Komponenten für die Herstellung von Tonerkartuschen und Druckerpatronen her.
Der Konzernbereich Ninestar Image vermarktet eine eigene Druckerpatronen- und Tonermarke G&G. Neben der eigenen Marke G&G stellt Ninestar Image auch Druckerzubehör für andere Marken her (Private Label / Handelsmarken). Ninestar Image ist auch im 3D-Drucker-Segment engagiert und arbeitet in China mit Krankenhäusern zusammen. Die Ribbon-Division (Farbband-Abteilung) von Ninestar Image stellt Beschriftungsbänder für Beschriftungsgeräte her (für Brother P-Touch, Dymo und andere).

## Unternehmen
Die Muttergesellschaft der Ninestar Corporation ist die Zu Hai Seine Technology Co. Ltd. Neben der Ninestar Corporation als Tochterfirma sind auch der Druckerhersteller Pantum und der 3D-Drucker Hersteller Sailner Töchter.
Die Aktie ist an der Shenzhen Stock Exchange notiert. Zu den Mitgliedern des Vorstands gehört neben dem Gründer Wei Yan auch die beiden Brüder Jackson Wang und Bruder Jason Wang. Jason Wang leitet die Ninestar Image Division – also die Abteilung des Konzerns, die für die Eigenmarke G&G verantwortlich ist und ihren Sitz in Hong Kong hat.

### Tochterunternehmen der Ninestar Corporation
Zu den Tochterunternehmen gehören:
- Ninestar Image Tech Limited (Firmensitz in Hong Kong)
- Lexmark (Hersteller von Laserdruckern und Drucklösungen)
- ApexMic (Hersteller von Chips für Druckerpatronen)
- Static Control (Hersteller von Komponenten für die Tonerproduktion und fertiger Rebuilt-Toner)
- Seine Holland B.V. (Europazentrale mit Sitz in Holland)

## G&G in Deutschland
Im Juli 2017 startete die Ninestar-Tochter Seine Holland B.V., der ehemalige Casio-Vertriebsleiter für Bürotechnik, Pelikan-Deutschland-Chef und KMP-Vorstandsmitglied Karl Kallinger und der Berliner Druckerpatronen-Händler Tonerdumping eine Kooperation mit dem Ziel, die Marke G&G deutschlandweit bekannt zu machen. Heute befinden sich die Druckerpatronen von G&G in Karstadt-Filialen und sind bei dem Elektronikhändler Conrad. Beschriftungsbänder sind bei der Einkaufsgenossenschaft Büroring gelistet. Im Januar 2020 unterschrieben Ninestar Image Tech Limited und toner-dumping.de Orth & Baer GmbH eine strategische Partnerschaft öffentlich auf der Büro- und Schreibwarenmesse Paperworld in Frankfurt am Main.